# A Messenger
A Messenger es el álbum debut del concursante de la temporada 11 de American Idol, Colton Dixon. El álbum fue lanzado el 29 de enero de 2013 y debutó en el #15 de Billboard Hot 200.

## Desarrollo
Después de ser eliminado de "Idol", Dixon dijo que quería hacer un álbum "basado en la fe", sin alianza a ningún público en específico. Dixon firmó con Sparrow Records en septiembre de 2012 y lanzó su primer sencillo más tarde ese mes. Dixon dijo que lo más grande fue "tratar de elegir 11, 12 canciones para el álbum entre las alrededor de 50 que escribí, pero salió bien."
Dixon contribuyó con todas las canciones, a excepción de "Let Them See You", diciendo "Escuché esta canción de un amigo mío y tenía que tenerla en mi álbum. La grabación terminó perfecta.".

## Promoción
El 14 de febrero de 2012, Dixon va a abrir el concierto de, la también salida de la temporada 11 de American Idol, Jessica Sanchez en Manila. Dixon luego irá a un tour de 45 días como invitado especial apoyando a Third Day.The Miracle Tour ("Gira El Milagro") comienza el 21 de febrero en Fairfax, Virginia. 

## Sencillos
Dos sencillos fueron lanzados antes que el álbum. El primero fue "Never Gone", lanzado como un sencillo promocional el 25 de septiembre de 2012. Dixon dijo que la canción "resume mi experiencia en "American Idol". Esos eran tiempos cuando sentía que era yo mismo, o solo desconectado de la realidad. También hubo tiempos donde le preguntaba a Dios si él estaba todavía allí... Él siempre contestaba "Yo nunca me fui (I was Never Gone)"...". La canción ha vendido más de 28,000 copias desde que salió.
El segundo sencillo, "You Are", alcanzó el #20 en la tabla US - Hot Christian Songs. Desde entonces ha vendido más de 47,000 copias.

## Lista de canciones
| Lanzamiento del álbum |                                                |                                             |          |  |
| N.º                   | Título                                         | Escritor(es)                                | Duración |  |
| 1.                    | «Intro»                                        |                                             | 0:47     |  |
| 2.                    | «Noise»                                        | Colton Dixon, busbee                        | 3:04     |  |
| 3.                    | «I'll Be the Light»                            | Zac Maloy                                   | 3:25     |  |
| 4.                    | «You Are»                                      | Dixon, busbee                               | 3:22     |  |
| 5.                    | «Never Gone»                                   | Dixon, Adam Watts, Andy Dodd, Gannin Arnold | 3:34     |  |
| 6.                    | «Love Has Come for Me»                         | Dixon, Ben Glover, Christopher Stevens      | 3:19     |  |
| 7.                    | «Scars»                                        | Dixon, Rob Hawkins                          | 4:50     |  |
| 8.                    | «Rise»                                         | Dixon, Chris Daughtry                       | 3:21     |  |
| 9.                    | «Where My Heart Goes»                          | Dixon, David García, Glover                 | 3:39     |  |
| 10.                   | «This Is Who I Am»                             | Dixon, Dave Bassett                         | 3:43     |  |
| 11.                   | «In and Out of Time»                           | Dixon, Watts, Dodd, Arnold                  | 4:06     |  |
| 12.                   | «Let Them See You»                             | Scotty Wilbanks                             | 4:16     |  |
| 13.                   | «Wake Up» (iTunes Bonus Track)                 | Dixon, Stevens                              | 3:44     |  |
| 14.                   | «The Shape of Your Love» (Walmart Bonus Track) |                                             |          |  |

## Recepción
En su primera semana de ventas, "A Messenger" vendió 22,000 copias y debutó en el #15 en el Billboard 200. También debutó en el #1 en las US - Tablas Cristianas y en US - Tablas Gospel.

## Tablas y certificaciones

### Tablas semanales
| Tablas                   | Posición |
| ------------------------ | -------- |
| US Billboard 200         | 15       |
| US Christian Albums      | 1        |
| US Gospel Albums         | 1        |
| Canadian Albums Chart    |          |
| New Zealand Albums Chart |          |

## Lanzamiento
| Región         | Fecha               | Formatos             | Sello                          |
| -------------- | ------------------- | -------------------- | ------------------------------ |
| Estados Unidos | 29 de enero de 2013 | CD, descarga digital | Sparrow Records, 19 Recordings |